# 大桥乡 (石屏县)
大桥乡，是中华人民共和国云南省红河哈尼族彝族自治州石屏县下辖的一个乡镇级行政单位。

## 行政区划
大桥乡下辖以下地区：
大桥村、团山村、小寨村、白尼莫村、三树底村、斐龙村、牛达村、六美尼村和他克苴村。